# 氷川町 (板橋区)
氷川町（ひかわちょう）は、東京都板橋区の町名。丁目の設定がない単独町名である。全域で住居表示が実施されている。

## 地理
板橋区南東部に位置する。北端を石神井川が流れ、北で石神井川を隔てて大和町、東で板橋および仲宿、南で大山東町、西で栄町と隣接する。東辺を国道17号（中山道）および首都高速5号池袋線が南北に通じ、南東部に東京都道317号環状六号線（山手通り）の終点がある。町域は氷川神社を中心に、学校や公共施設、オフィス街となっている。

### 河川
- 石神井川

## 歴史
廃藩置県実施前は、武蔵国豊島郡下板橋宿。町域は江戸時代、旧中山道板橋宿の中心部であった。

### 沿革
- 1206年（元久3年）ごろ：氷川神社が創建されたと伝えられる。
- 1602年（慶長7年）：徳川家康の命により中山道が整備され、伝馬制度により板橋宿が中山道の江戸日本橋側より最初の宿場として設置される。
- 1871年（明治4年）11月：廃藩置県後に所属した浦和県から東京府に編入。大区小区制実施。
- 1872年（明治5年）：伝馬・宿駅制度廃止。
- 1878年（明治11年）：郡区町村編制法により北豊島郡が設置され、東京府北豊島郡下板橋宿となる。
- 1889年（明治22年）4月1日：市制町村制施行により、東京府北豊島郡板橋町大字下板橋となる。
- 1889年（明治22年）：氷川神社が火災で焼失する。翌年再建。
- 1932年（昭和7年）10月1日：東京府内市郡併合による板橋区発足に伴い、東京府東京市板橋区（旧）板橋町八丁目となる（1943年8月1日 東京都制施行）。
- 1933年（昭和8年）～1937年（昭和12年）：中山道の新道（国道17号）敷設工事実施。[6]石神井川に新板橋が架橋される。[7]
- 1940年（昭和15年）：現在の東京都道317号環状六号線（山手通り）開通。
- 1944年（昭和19年）：都電志村線開通、板橋町八丁目（後の仲宿）停留所開設。[8]
- 1945年（昭和20年）：米軍爆撃機B29による空襲を受け、氷川神社が焼失する。1958年に再建される。
- 1957年（昭和32年）5月1日：地番整理により（旧）板橋町八丁目の一部地域が氷川町に再編される。[9]
- 1966年（昭和41年）5月28日：都電志村線廃止（最終運行日）。
- 1968年（昭和43年）12月27日：都営地下鉄6号線開通、板橋区役所前駅開業。
- 1977年（昭和52年）8月19日：首都高速5号池袋線北池袋出入口 - 高島平出入口が開通。

### 地名の由来
町域にある氷川神社に由来する。

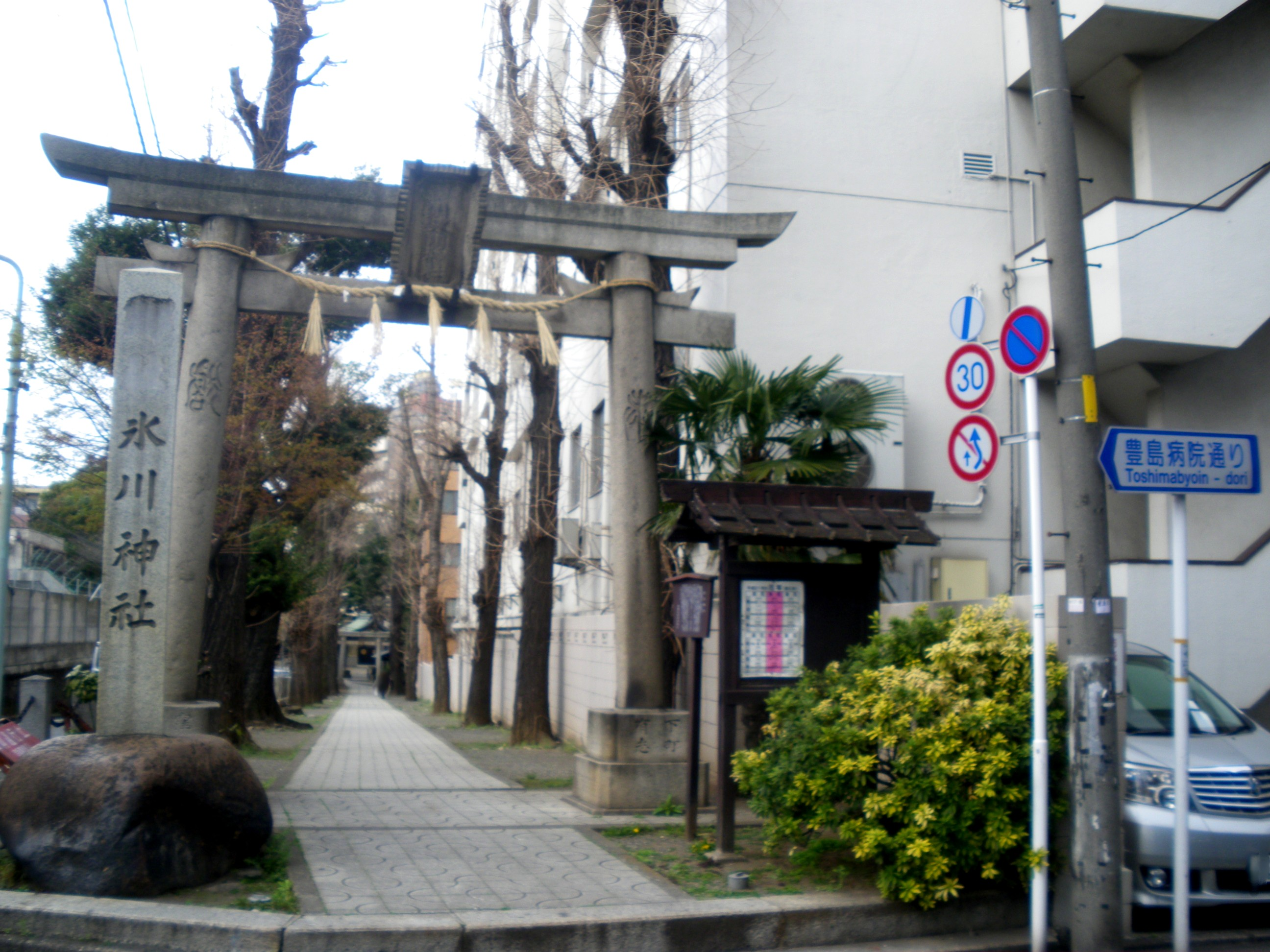
氷川神社

## 世帯数と人口
2025年（令和7年）3月1日現在（板橋区発表）の世帯数と人口は以下の通りである。
- 世帯数 : 2,801世帯
- 人口 : 4,587人

### 人口の変遷
国勢調査による人口の推移。
| 年                 | 人口  |
| ------------------ | ----- |
| 1995年（平成7年）  | 3,562 |
| 2000年（平成12年） | 3,414 |
| 2005年（平成17年） | 3,685 |
| 2010年（平成22年） | 3,877 |
| 2015年（平成27年） | 4,422 |
| 2020年（令和2年）  | 4,776 |

### 世帯数の変遷
国勢調査による世帯数の推移。
| 年                 | 世帯数 |
| ------------------ | ------ |
| 1995年（平成7年）  | 1,620  |
| 2000年（平成12年） | 1,664  |
| 2005年（平成17年） | 1,946  |
| 2010年（平成22年） | 2,225  |
| 2015年（平成27年） | 2,535  |
| 2020年（令和2年）  | 2,810  |

## 学区
区立小・中学校に通う場合、学区は以下の通りとなる（2021年8月時点）。
| 番地             | 小学校                 | 中学校                 |
| ---------------- | ---------------------- | ---------------------- |
| 1～10番 36～47番 | 板橋区立板橋第一小学校 | 板橋区立板橋第一中学校 |
| 11～35番         | 板橋区立板橋第一小学校 | 板橋区立板橋第三中学校 |

## 事業所
2021年（令和3年）現在の経済センサス調査による事業所数と従業員数は以下の通りである。
- 事業所数 : 168事業所
- 従業員数 : 1,235人

### 事業者数の変遷
経済センサスによる事業所数の推移。
| 年                 | 事業者数 |
| ------------------ | -------- |
| 2016年（平成28年） | 183      |
| 2021年（令和3年）  | 168      |

### 従業員数の変遷
経済センサスによる従業員数の推移。
| 年                 | 従業員数 |
| ------------------ | -------- |
| 2016年（平成28年） | 1,260    |
| 2021年（令和3年）  | 1,235    |

## 交通

### 鉄道
町域に駅は存在しないが、以下の路線・駅が利用可能である。
- 東京都交通局
  - 都営地下鉄三田線：板橋区役所前駅（板橋二丁目および三丁目、仲宿）・板橋本町駅（本町および大和町）
- 東武鉄道
  - 東武東上線：大山駅（大山町および大山東町）

### バス
- 国際興業バス
  - 板橋第九小学校・板橋三中：赤51 西が丘経由赤羽駅西口行き・サンシャインシティ経由池袋駅東口行き、赤57 トンネル経由赤羽駅西口行き・日大病院行き

### 道路
- 国道17号（中山道）
- 東京都道317号環状六号線（山手通り）
- 首都高速5号池袋線
- 東京都道420号鮫洲大山線

### 橋梁
- 新板橋：国道17号の石神井川上に架けられている橋。旧中山道にかかる「板橋」に対して「新板橋」の意。都営地下鉄三田線新板橋駅とは、位置も由来（建設当時の国鉄板橋駅に対して新板橋駅）も異なる。

## 施設
- 板橋区立板橋第一小学校
- 板橋区立板橋第三中学校
- 板橋区立氷川図書館
- 氷川神社

## その他

### 日本郵便
- 郵便番号 : 173-0013[3]（集配局 : 板橋郵便局[19]）。